# Argos (Indiana)
Pour les articles homonymes, voir Argos.
Argos, dans l'Indiana, est une ville des États-Unis. Lors du recensement de 2010, sa population était de 1 691 personnes.

## Histoire
La ville a été fondée en 1832, et son territoire acheté aux Indiens Potawatomis. Connue d'abord sous le nom de Sidney, ce n'est que plus tard qu'elle a pris le nom d'Argos. 